# Дети Нового леса
«Дети Нового леса» (англ. The Children of the New Forest) — детское художественное произведение английского мореплавателя и писателя Фредерика Марриета, опубликованное впервые в 1847 году. События романа разворачиваются в период английской революции и установления республики в XVII веке и вращаются вокруг четырёх осиротевших детей Беверли, которые спрятались от круглоголовых в Новом лесу (совр. национальный парк Нью-Форест) и пытаются выжить в условиях дикой природы.

## Сюжет
История начинается в 1647 году, когда английский король Карл I потерпел поражение в гражданской войне и бежал из Лондона в Новый лес. Солдаты парламента были отправлены его искать и получили приказ сжечь Арнвуд — поместье полковника Беверли, сторонника роялистов, или кавалеров, убитого в сражении при Нейзби. Его четырех детей — Эдварда, Хамфри, Элис и Эдит спас из огня вердерер Джейкоб Армитидж, выдав их за своих внуков.
Дети из аристократической семьи попадают в мир простых людей и учатся заниматься охотой и сельским хозяйством. После смерти Армитиджа обязанности главы семьи берёт на себя Эдвард. Детям помогает маленький цыган Пабло, которого они спасают из лесной ловушки. Однако пуританин егерь Корболт всячески пытается навредить семейству Беверли. Эдвард спасает из пожара Пейшенс — дочь управляющего королевской землёй в Новом лесе Хизерстоуна, который берёт юношу на работу секретарём.
Позже Эдвард вступает в ряды армии будущего короля Карла II, но после поражения роялистов в Битве при Вустере (1651) возвращается в Новый лес, где узнаёт, что Хизерстоун получил права на поместье Арнвуд. Расстроенный этим известием, а также притворным отказом Пейшенс во взаимности, Эдуард бежит во Францию. Его сестёр отправляют на воспитание в аристократические семьи, а брат Хамфри остаётся жить в Новом лесе.
К конечном итоге, Эдвард узнаёт, что Пейшенс действительно любит его, а Хизерстоун приобрёл поместье Арнвуд для него и для его будущих детей. Теперь Эдвард с нетерпением ждёт окончания службы во французской армии, чтобы воссоединиться с любимой.

## Создание

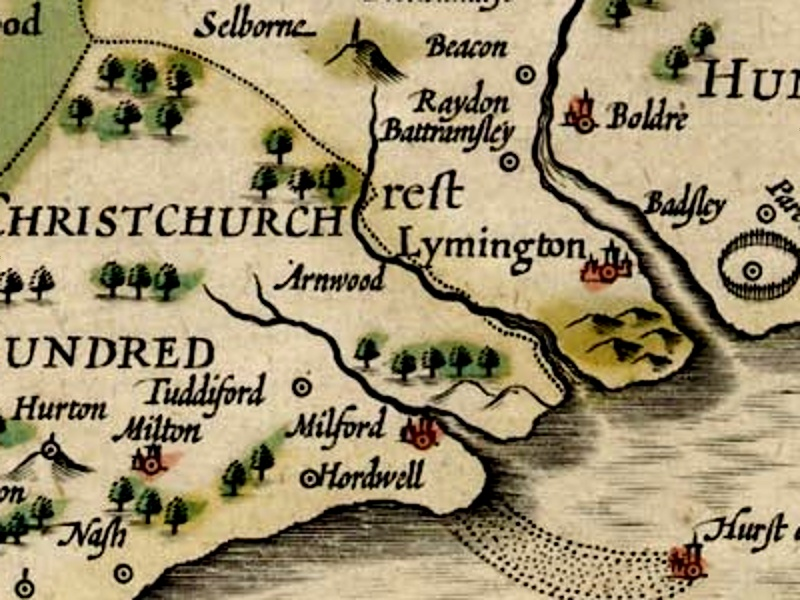
Арнвуд и Лимингтон на карте Гэмпшира 1611 года Джона Спида

Марриет написал роман в Норфолке после своей отставки из флота. «Дети Нового леса» стал его последним произведением, изданным прижизненно. Иногда Марриет гостил у брата Джорджа в Гэмпшире, в загородном доме «Chewton Glen» (ныне 5-звёздочный отель) на границе с Новым лесом. Именно здесь он получил вдохновение на написание романа и заимствовал название у реально существующей там усадьбы Арнивуд (в произведении значится без «и»). В трёх милях на восток лежит прибрежный город Лимингтон, также упомянутый в романе.

## Лейтмотив
Сюжет романа концентрируется на детях Беверли, которые учатся выживать самостоятельно в лесу, и особенно на старшем подростке Эдварде. Превозносятся идеалы рыцарства и храбрости, закалённые скромностью. Со временем дети становятся образцами мужественности и женственности, а цыганский мальчик Пабло тянется к их образу жизни. Само появление Пабло в романе указывает на факт того, что цыгане жили в Новом лесе в XIX веке и ассоциировались с ним в сознании викторианцев.
Марриет придерживался консервативных взглядов, и его история поддерживает роялистов, прослеживая судьбу детей офицера-монархиста. Однако один из его героев Хизерстоун разделяет взгляды круглоголовых. Участвуя в сражениях и будучи ранен на своей военной морской службе, Марриет прекрасно знал природу войны и потому выразил враждебность к обеим сторонам конфликта. Он полагал, что хорошее государственное управление находится где-то между настойчивостью короля Карла на своё божественное предназначение и его казнью Парламентом. Примирение и возвращение домой в конце истории ассоциируется с реставрацией монархии. Это послание из Англии XVII века отражает состояние автора, написавшего роман во время политического хаоса 1840-х годов, когда чартисты призывали к политическим реформам в Великобритании, и незадолго до революций 1848 года, разразившихся по всей Европе.

## Экранизации
Вещательная компания Би-би-си четырежды адаптировала роман для телевидения: в 1955 году (5 серий), в 1964 году (6 серий), в 1977 году (5 серий) и в 1998 году (6 серий). Последний сериал имеет наибольшее число расхождений с оригинальным произведением.
Первый полный русский перевод романа был выпущен в 2015 году издательством «Эксмо» в серии «Лучшая классика для девочек».

## Издания
- Марриет Фредерик. Дети Нового леса. Роман / Пер. с англ. А. Д. Иванова, А. В. Устиновой. — М.: Эксмо, 2015. — 544 с.: ил. — (Лучшая классика для девочек). — ISBN 978-5-699-77419-7.